# Сиб (этнология)
Сиб (от англ. sib — родство, потомство), унилинейная кровнородственная группировка с представлением о единстве происхождения, но без учёта генеалогических связей и соответствующего внутреннего членения. В этом структура сиб противопоставляется структуре линиджа. Сиб может включать линиджи в свой состав.
Сиб не обязательно экзогамен. Термин «Сиб» больше характерен для научной традиции США; в Великобритании его синоним — «клан». Более распространённым понятием в русскоязычной литературе является однокоренное «сиблинг».
Сиблинги в тех или иных системах терминов родства могут различаться по полу, по возрасту и по относительным полу и возрасту.